# 鄭三謨
鄭三謨（16世紀—1640年代），字都甫，號留菴，南直隸池州府建德縣人，明朝政治人物。

## 生平
鄭三謨為諸生時已經力求尊崇先正，博覽群書，在江南聞名，為人謹慎重名節，天啟四年（1624年）中舉人，授休寧教諭，調任祁門，入朝任職翰林院孔目，轉禮部司務，當時各地多變故，崇禎帝下詔讓公卿舉薦人才，大學士程國祥推舉他為桂林知府，他推辭不就任，以年資累遷南京戶部郎中，釐清度支宿弊，人們都將他能和堂弟南戶部尚書鄭三俊媲美。
之後鄭三謨在崇禎十五年（1642年）外任高州知府有才能，未到期已署任雷廉瓊巡守道，清操知名海外，十七年（1644年）盜賊在茂名劫獄及搶掠府庫，他親身赴救，賊人亮刀要脅他，他不屈慷慨罵賊而死，府民為他哭喪三日，爭相為他下葬，並立廟祭祀，上級上報此事，朝廷嘉獎其忠烈，追贈太僕寺卿，並恩廕一子。

## 引用
1. 1 2  宣統《建德縣志·卷十五·人物志五》：鄭三謨 字都甫，晚號留菴，為諸生時力宗先正，博覽羣書名傾江左者三十年，居恒務慎名節，口無擇言，即被服造次不失尺寸，天啟甲子舉於鄕，署休祁二邑教諭，羣賢景從有安定蘇湖之盛，崇正中入為翰林孔目、禮部司務，時四方多故，詔公卿各舉方面才，相國程國祥舉三謨為桂林知府，力辭不就，仍循資累遷南戶部郎中，釐度支夙弊，都人士稱三謨與弟南戶部尚書三俊後先兢爽云。秩滿遷廣東高州府知府，以才能稱，未及期連署雷廉瓊三郡巡守道，異政清操溢於海外，十七年盜劫茂名獄掠及府庫，三謨隻身赴救，賊露刃脅之不屈，慷慨罵賊以死，郡民三日哭，爭畚土運甓，立廟祀之，兩臺疏聞其事，上嘉其忠烈，贈太僕卿，廕一子，具詳部覆疏中
2. ↑  光緒《高州府志·卷二十五·宦績傳》：鄭三謨，江南池州人，崇正十五年知高州府事，政不狥情，屬吏奉公守法，蒞任甫三月四方盜賊屏跡，惟嫉惡太甚，竟以疏防為囚徒所刺，闔郡士民哀之。 乾隆志